# 毛里齐奥·高迪诺
毛里齐奥·高迪诺（義大利語：Maurizio Gaudino，1966年12月12日—），德国前男子足球运动员，场上位置是中场。他曾代表德国国家队参加1994年国际足联世界杯，结果队伍止步八强。